# Carlos Serrano
Carlos Serrano (Alicante, 25 agosto 1989) è un attore spagnolo, noto per aver interpretato il ruolo di Fernando Mesía nella soap Il segreto (El secreto de Puente Viejo).

## Carriera
Carlos a 18 anni ha conseguito la sua licenza di attore presso la Real Escuela Superior de Arte Dramático (RESAD) di Madrid. Nel 2009 viene scelto nel film Mentiras y gordas con il nome di Daniel ma la sua consacrazione avviene nel 2012 con la soap Il segreto (El secreto de Puente Viejo) dove interpreta il maligno Fernando Mesía che ostacolerà in tutti i modi l'amore di Martín e María poiché il ragazzo è ossessivamente attratto da questa ultima.
Nel 2011 si immerge nelle riprese di Toledo (Toledo, cruce de destinos) su Antena 3, serie storica ambientata nella Toledo del XIII secolo dove veste i panni di Humberto, il figlio altezzoso e arrogante del Conte di Miranda, interpretato da Fernando Cayo. Questo sarebbe il suo primo lavoro nel mezzo audiovisivo.
Già nel 2012, con il gruppo Ataraxia Teatro, ha fatto parte del cast di 13 attori nella commedia Alone with Marilyn di Alfonso Zurro, che è stata rappresentata in varie tappe della geografia spagnola.
Nell'aprile 2013, Carlos partecipa al cortometraggio Execution of Aimar Ilundain, come voce fuori campo di un impiegato di banca che minaccia di sfrattare una madre e il suo bambino al telefono. Ha inoltre doppiato Ramiro Arribas (interpretato da Rubén Cortada) nella fortunata serie La notte ha cambiato rumore (El tiempo entre costuras), basata sull'omonimo romanzo di María Dueñas, trasmessa da Antena 3 da ottobre 2013 a gennaio 2014.
Dopo essere passato per Il segreto (El secreto de Puente Viejo), fa parte della produzione teatrale spagnola El loco de los balcones, opera di Mario Vargas Llosa, insieme a José Sacristán e Candela Serrat, per la regia di Gustavo Tambascio. Sarà dopo aver attraversato il Teatro spagnolo quando si unirà alla Compagnia Nazionale del Teatro Classico, sotto Helena Pimenta. Nell'ambito della Compagnia Nazionale partecipa a La Villana de Getafe e Fuenteovejuna, con grande successo di critica e di pubblico.
Il suo ritorno in televisione è stato immediato.  Nel 2018 ha girato Presumed Guilty per Antena 3 e Amazon Prime Video. In esso interpreta il ruolo di Iñaki Arístegui, fratello di Jon Arístegui - Miguel Ángel Muñoz. La serie ottiene buoni dati di pubblico e ottiene il premio per la migliore serie straniera allo Shanghai International Festival, un premio assegnato nelle precedenti edizioni a Breaking Bad o Game of Thrones.
Nel marzo 2018, si è riunito nuovamente al cast de Il segreto (El Secreto de Puente Viejo) per continuare a interpretare il cattivo Fernando Mesía per un anno e mezzo. L'11 settembre 2019 è andata in onda l'ultima puntata del l'undicesima stagione, in cui viene finalmente ucciso da María. A sua volta, interpreta il Taglialegna Azulcielo ne La Ternura, uno spettacolo scritto e diretto da Alfredo Sanzol con il quale ottengono il Max Award per il miglior spettacolo teatrale nel 2019.
Nel 2019 è entrato a far parte del cast di Patria su HBO, Inés dell'anima mia (Inés del alma mía) su Amazon Prime dove ha interpretato il ruolo di Juan de Málaga e Libertad su Movistar+. Nel 2020, e dopo la cancellazione de La Ternura a causa delle misure sanitarie contro il COVID-19, è entrato a far parte del film Las leyes de la frontera, diretto da Daniel Monzón e tratto dal romanzo di Javier Cercas. Alla fine dell'anno, insieme a Daniel Grao, ha presentato in prima assoluta la commedia La máquina de Túring ai teatri Canal diretti da Claudio Tolcachir.
Nel 2021 è stata annunciata la sua incorporazione nella serie TVE Fuerza de paz, dove interpreta Hugo Reyes.

## Filmografia

### Cinema
- Grosse bugie (Mentiras y gordas), regia di Alfonso Abacete e David Menkes (2009)
- Ejecución, regia di David Ilundain – cortometraggio (2013)
- Plan de fuga, regia di Iñaki Dorronsoro (2016)
- Cartas Ciegas, regia di Ángel Jaquem – cortometraggio (2016)
- Las leyes de la frontera, regia di Daniel Monzón (2021)

### Televisione
- Toledo (Toledo, cruce de destinos) – serie TV, 12 episodi (2012)
- Il segreto (El secreto de Puente Viejo) – serie TV, 1630 episodi (2012-2019) – Fernando Mesía
- El tiempo entre costuras – serie TV, 11 episodi (2013)
- Presunto culpable – serie TV, 13 episodi (2018)
- Inés dell'anima mia (Inés del alma mía) – serie TV, 2 episodi (2020) – Juan de Málaga
- Patria – serie TV, 2 episodi (2020)
- Libertad – serie TV, 3 episodi (2021)
- Madri - Una vita d'amore (Madres. Amor y vida) – serie TV, 5 episodi (2021)
- Fuerza de paz – serie TV, 7 episodi (2022)
- Escándalo, relato de una obsesión - serie TV, 6 episodi (2023)
- Entre tierras - serie TV (2023)

## Teatro
- 2011: Antígona, diretto da Mauricio García Lozano
- 2012: A solas con Marilyn, diretto da Mariano Gracia
- 2012: La venganza de Don Mendo, diretto da Rafael Hernández
- 2012: Mucho ruido y pocas nueces, diretto da Amor Zapata
- 2014: El loco de los balcones, diretto da Gustavio Tambascio
- 2015: La Villana de Getafe, diretto da Roberto Cerdá
- 2016: Fuenteovejuna, diretto da Javier Hernández Simón
- 2019-2022: La Ternura, diretto da Alfredo Sanzol
- 2020: La máquina de Túring, diretto da Claudio Tolcachir

## Doppiatori italiani
Nelle versioni in italiano dei suoi film e delle sue serie TV, Carlos Serrano è stato doppiato da:
- Sacha Pilara ne Il segreto[3] e in Inés dell'anima mia[4]